# 内梅特·费伦茨
内梅特·费伦茨（匈牙利語：Németh Ferenc，1936年4月4日—），生于布达佩斯，匈牙利前男子现代五项运动员。他曾获得1960年夏季奥运会现代五项比赛男子个人金牌和男子团体金牌。